# Drosophila quinqueannulata
Drosophila quinqueannulata este o specie de muște din genul Drosophila, familia Drosophilidae, descrisă de Frey în anul 1917.
Este endemică în Sri Lanka. Conform Catalogue of Life specia Drosophila quinqueannulata nu are subspecii cunoscute.